# Narkidae
Narkidae é uma família de peixes da ordem Torpediniformes. Estão restritas a águas temperadas e tropicais do Índico e Pacífico Ocidental da África do Sul ao Japão e Indonésia. São exclusivamente marinhas, e ocorrem de zonas entremarés a plataformas continentais, e de taludes continentais a profundidades de 350 metros.

## Taxonomia
Henry Weed Fowler, em 1934, propôs a divisão da família Torpedinidae em três subfamílias, criando o nome Narkinae, que incluía os gêneros Narke e Typhlonarke. Bigelow e Schroeder, 1953, elevaram a subfamília a categoria de família. Em 1970, Fowler reteve Narkinae como subfamília de Torpedinidae. Leonard Compagno, em 1973, propôs uma revisão das raias bioelétricas reconhecendo Narkidae como uma família distinta, incluindo os gêneros Heteronarce, Narke, Temera e Typhlonarke. A categoria taxonômica do grupo variou entre família, subfamília e tribo durante as décadas de 1980, 1990 e 2000. Em 2007, Compagno e Heemstra reforçaram a posição de família distinta de Narkidae.
Cinco gêneros são reconhecidos:
- Gênero Electolux Compagno & Heemstra, 2007
- Gênero Heteronarce Regan, 1921
- Gênero Narke Kaup, 1826
- Gênero Temera Gray, 1831
- Gênero Typhlonarke Waite, 1909

O validade do gênero Crassinarke Takagi, 1951 foi questionada por Compagno e Heemstra em 2007, sendo necessário um estudo detalhado para determinar a validade do gênero e consequentemente da espécie.